# Cueva de los Letreros

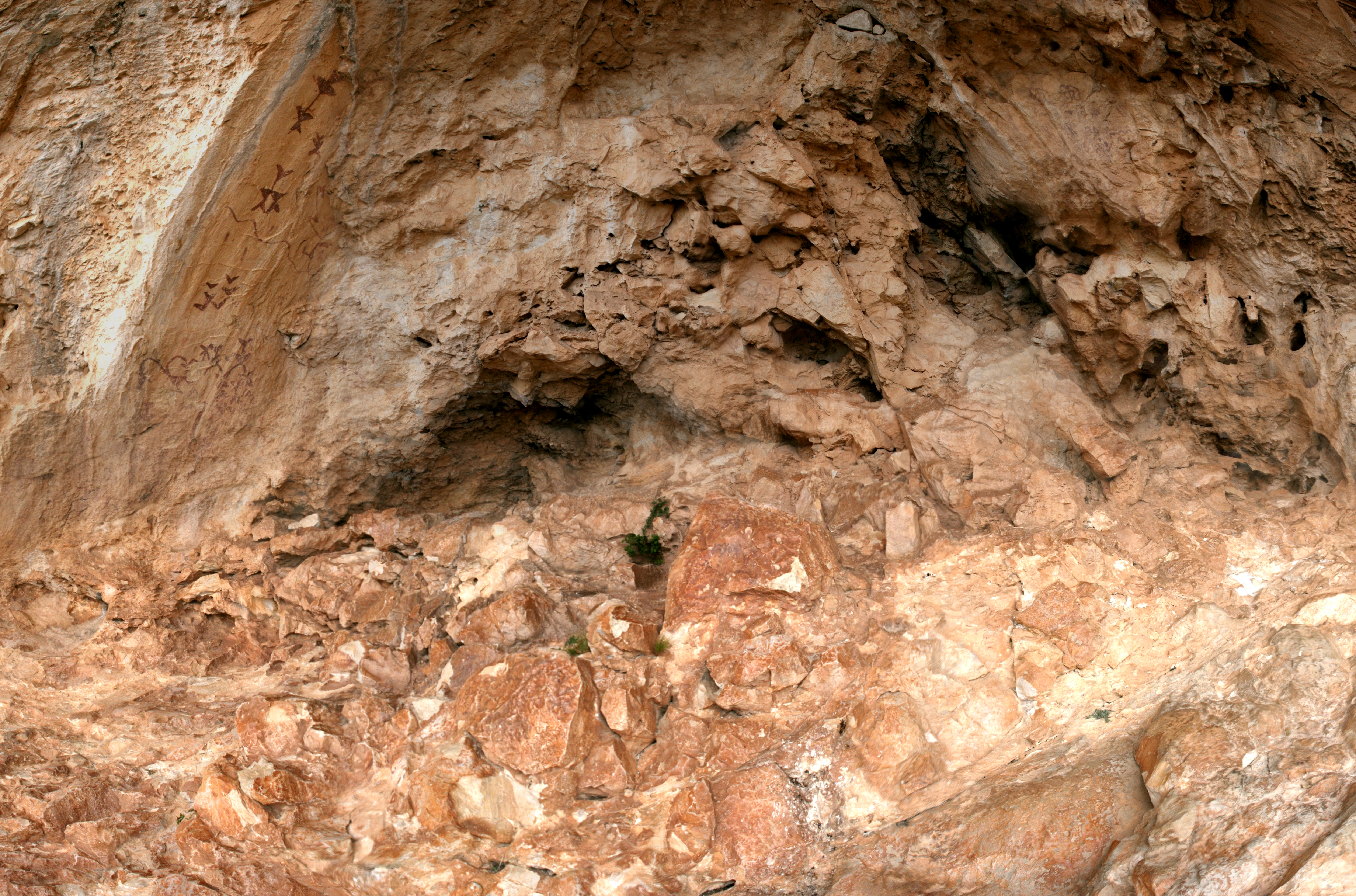
El abrigo con las pinturas. Ampliando la imagen se muestra la localización de las pinturas

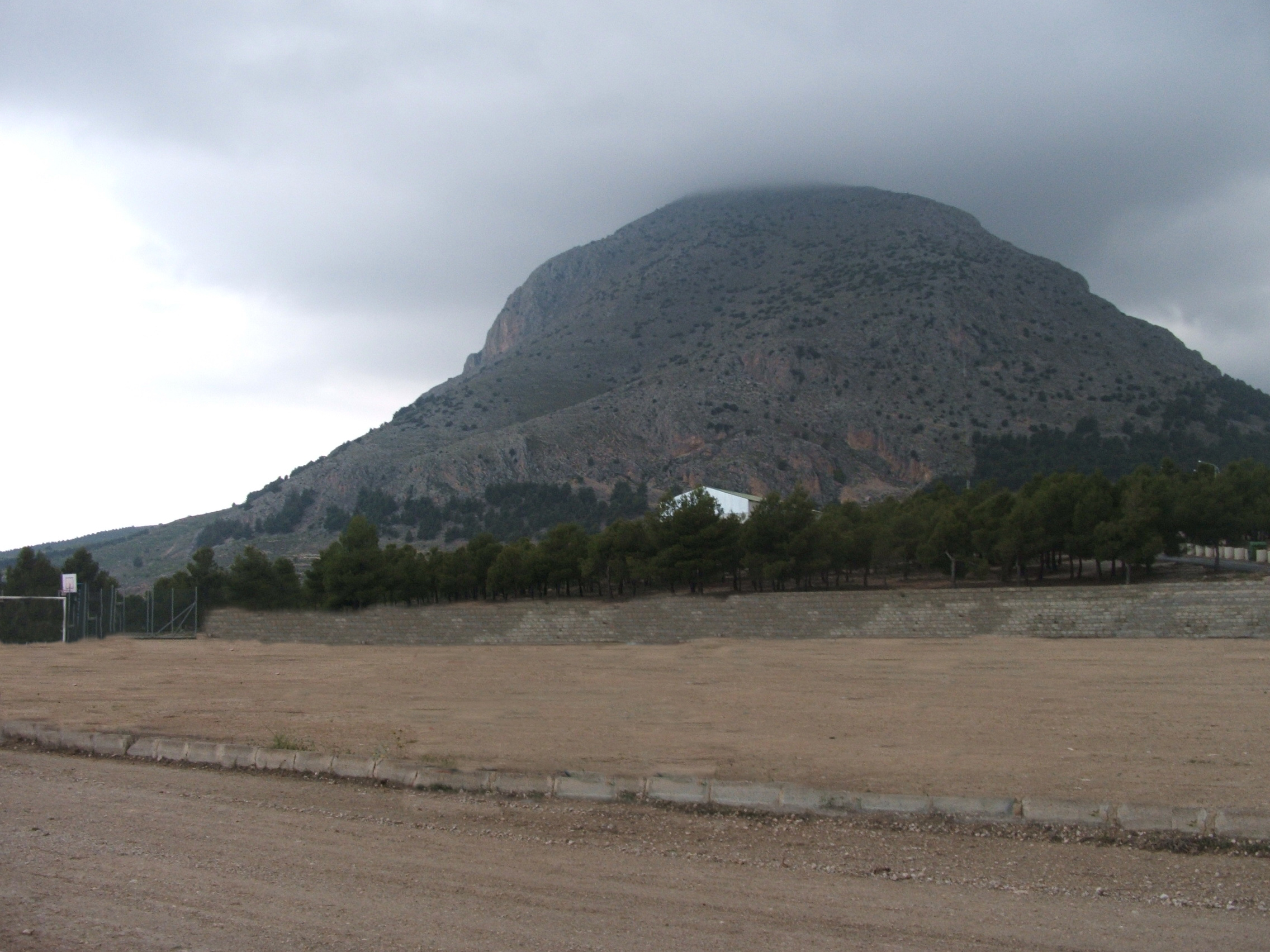
El Maimón Grande, montaña donde se encuentra la cueva

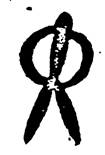
Calco de una de las figuras de la cueva.

Las pinturas rupestres de la Cueva de los Letreros son uno de los más importantes tesoros arqueológicos de Almería, España. De hecho, el más representativo símbolo que identifica a la provincia de Almería, es el Indalo, el cual es una figura rupestre del Neolítico tardío o Edad del Cobre que representa a una figura humana con los brazos extendidos y un arco sobre sus manos.
Es considerada una de las primeras cuevas del mundo en la que se han descubierto manifestaciones de pinturas rupestres.

## Descripción
Se halla en el término municipal de Vélez-Blanco al abrigo de una pared del Maimón Grande. Tanto el referido Indalo como otra de las figuras más características, conocida como El Brujo, son notables ejemplos del tipismo artístico rupestre del levante español. La cueva está incluida entre las que forman el arte rupestre del arco mediterráneo de la península ibérica incluido por la Unesco en 1998 como parte del Patrimonio Mundial de la Humanidad.
La Cueva de los Letreros es uno de los abrigos pintados más importantes del sur peninsular. Sus dimensiones son 25 metros de anchura, por unos 6 de profundidad y una altura que oscila en el área central entre los 8 y 10 metros. Su acceso aunque escarpado, viene facilitado por la existencia de unas rampas previas y una serie de escaleras en zig-zags que nos acercan al mismo.
Sus pinturas se distribuyen en siete paneles, algunos localizados en bloques del suelo, siendo el más importante el panel principal, localizado en la pared izquierda del abrigo. Este panel se desarrolla desde el suelo hasta una altura de tres metros y contiene un número de figuras entre las que destacan el denominado Hechicero de Los Letreros y un conjunto de figuras bitriangulares entrelazadas que representan una forma de organización social basada en el parentesco. Igualmente aparecen cuadrúpedos (ciervos y cabras) así como figuras ramiformes, ondulaciones, soliformes y numerosas figuras antropomorfas. El resto de paneles incorporan algunas escenas particulares, como en el caso de la danza localizada en un bloque del suelo, además aparecen figuras reticuladas, zoomorfos pictiniformes, antropomorfos de brazos en asa con tocado radial, etc. En el panel 7, el más alto que aparece a la derecha de todos los demás, se observa un antropomorfo con brazos largos ondulados que ha sido considerada una escena de caza.

## Situación
Vélez-Blanco, dentro del Parque natural de Sierra María-Los Vélez.